# Dajka Margit
Dajka vagy Dayka Margit (Nagyvárad, 1907. október 13. – Budapest, 1986. május 24.) Kossuth-díjas magyar színművésznő, érdemes és kiváló művész.
Már kilencéves korában szerepelt színpadon szülővárosában. Kamaszlányként Kolozsváron Hetényi Dömény Elemér színiiskolájában tanulta a mesterséget. Tizenöt évesen szerződtette a nagyváradi színház. 1924-ben kapta első felnőttszerződését Kolozsvárott.
1927-ben indult magyarországi pályája, Horváth Árpád meghívta Hódmezővásárhelyre vendégszereplésre. 1927-ben szerződtette a miskolci színház, innen 1928-ban Szegedre, majd 1929-ben Budapestre a Vígszínházhoz került, ahol a Két lány az utcán című darabban Vica szerepében aratta első nagy sikerét. 1933-tól nem tartozott állandó társulathoz, egyes szerepekre szerződött. Fellépett a Nemzeti Színházban, a Belvárosi és a Magyar Színházban, játszott a Kamara, Andrássy úti, Erzsébetvárosi és Vidám színpadon is.
1945 után a Belvárosi, Petőfi, 1963-tól 1968-as nyugalomba vonulásáig a Thália tagja volt. A hetvenes években a Madách Színházban szerepelt, és sokat filmezett. 1983-ban Budapesti Operettszínházban a Szerdán tavasz lesz című darabban lépett fel. Élete utolsó éveiben Nemes Nagy Ágnes Bors nénijeként szórakoztatta a gyerekeket.
Naiva szerepekkel kezdte pályáját, gyakran szerepelt zenés játékokban szubrettként, később inkább drámai hősnő, majd az anyaszínésznő szerepét alakította. Nagy hatású, sokoldalú színészetében tragikai és komikai elemek is hitelesek voltak. Molnár Gál Péter Dayka művészetének műfaji besorolására találta fel (félig-meddig tréfából) a tragikomika megjelölést. 1932 óta filmezett, kezdettől fogva vezető főszerepeket alakított, amelyekben temperamentuma és fanyar szépsége érvényesült.
Vezető egyénisége lett a magyar filmművészetnek is, a Liliomfi vénkisasszonya és az Ismeri a szandi mandit? alkoholista öregasszonya, vagy a Szindbád Majmunkája és a Macskajáték Orbánné szerepeire emlékezve.

## Élete

### Születése, kisgyermekkora (1907–1914)
Édesanyja, Elek Veronika paraszti család, édesapja, Dajka János viszont kisnemesi család sarja volt. A leendő házasfelek a családi emlékezet szerint lakodalomban ismerkedtek meg, de a házasság a sűrű gyermekáldás kivételével (Elek Veronika 13 gyermeket szült) nem bizonyult áldottnak. Dajka János a Nagyváradi Színház balettmestere volt, hamar kiderült, hogy nem bírja a családfő felelősségével járó kötöttségeket, a család alig látta.
|  | „Elmondhatom, hogy szinte apa nélkül nőttünk fel. Gyerekkori benyomásaim végletességéhez az is hozzátartozik, hogy apám éppen ellentéte volt anyámnak. Igen jóképű, elegáns, széptevéshez szokott ember volt, vonzódtak hozzá a nők, hamar hozzá kellett szoknunk, hogy csak hébe-hóba jár haza, s mint valami előkelő idegen szemléli tulajdon gyerekeinek siserehadát. Mégsem tudtam neheztelni rá. Érdekes jelenségnek tartottam a maga módján. Elhivatott művészléleknek. Rokonszenvesen csapongó bohémnak. Milyen szépen hegedült és cimbalmozott! És hogy táncolt! Ez volt a mestersége is: tánctanár, előkelőbben mondva balettmester. Ismerte mindenki Nagyváradon.” |
|  | – Dayka |

A gyerekek gondja így mindenestül az anyára maradt. Dayka a visszaemlékezéseiben mindazáltal úgy emlékszik, hogy édesanyjából sem hiányzott a művészi kreativitás, még ilyen körülmények között sem:
|  | „Minden gond, baj, keserűség egyedül anyám nyakába szakadt. Azt ne higgyék azonban, hogy az anyámban nem lakozott művészi ihletettség. Gyönyörű népmesei fantáziája volt, miközben esténként sikált, csutakolt minket, véget nem érő, »folytatásos« meséket talált ki, csakhogy ellenkezés nélkül tűrjük a tortúrát. Anyám meséi még ma is sokszor eszembe jutnak, örömömben, bánatomban végigkísérik az életem.” |
|  | – Dayka |

A Dajka gyerekekből mindazáltal csak néhányan érték meg a felnőttkort, s róluk is így emlékezik első férje, Kovács Károly: „Családja? Borzasztó emberek voltak, róluk nem szívesen nyilatkozom. Egyedül édesanyjáról, akit imádtam, s ő is engem. Magunkhoz vettük, sőt később még Mariska – egyik nővére – is velünk lakott rövid ideig, akivel azonban rossz volt a kapcsolatom. Sokat uszította ellenem Margitot, s lassan el is mérgesedett köztünk a helyzet. Margit egy nap ki is rakta a szűrömet.”

### A Bémer téri rikkancs (1914–1916)
|  | „A kislány áll a téren, és bebámul a kávéházba. […] Ó, de tud figyelni! Karikára nyitott szemekkel, befér a pupillájába ez az egész fura kis világ. Figyel, és az ajka szinte hangtalanul mormolja az újságok neveit. […] Rezzen a hangra, és lódul pár lépést. És fogy az újság.” |
|  | – Tokaji György: Rikkancslány volt a Bémer téren |

Dajka életének ezt a szakaszát saját nyilatkozataiból ismerjük, többek között például Tokaji Györgynek az 1947-ben írott Rikkancslány volt a Bémer téren (alcíme: Dajka Margit életregénye) című cikkéből, melynek hangvételéről monográfusa, Antal Gábor írja: „dráma és giccs”. Dajkának mindenesetre ez volt az első „foglalkozása”, egyben első határozott emléke: az első világháború idején – hétévesen – rikkancskodnia kellett a nagyváradi Bémer téren a családi jövedelmeket kiegészítendő.
Ez a munka persze nem töltötte ki minden napját, emlékei szerint a „fehér apácákhoz” (domonkos apácák) járt iskolába, ahol – mondja – hamar megérezték rajta „a másságot”, és nagyon nem jó néven vették, hogy a kislány esténként a Bémer téren újságot árul. Ott derült ki viszont az is, hogy tehetségesen rajzol, de az apácákat – megint csak Dajka emlékei szerint – elképesztette, hogy a kislány keze nyomán egy férfiakt rajzolódik ki a papíron. Amikor kérdőre vonták, állítólag felmutatott a terem falán lógó feszületre, hogy az volt a mintája. A fehér apácáktól azután kellett eljönnie, hogy egyszer egy pofont, amit az egyik apácától kapott, visszaadott.
Elmondása szerint a kávéház világa kárpótolta, ahol a rikkancslányt hamar megszerették, és olyan nagyságok jártak oda, mint Emőd Tamás, valamint az ő jóbarátja, a Csucsáról időnként „beszabaduló” Ady Endre. A fehér apácák után a fekete (Benedek rendi) apácáknál végezte el az elemi iskolát. A Váradot is elérő spanyolnátha-járvány idején egyedüli egészségesként ápolja családja tagjait. A újságáruskodást egészen komolyabb színházi pályafutása kezdetéig folytatja.
Dayka – visszaemlékezései szerint – a kávéházban hallja először Marcel Proust, Henri Bergson nevét. Azután, az ottani pártfogók barátsága révén, bizonyos Hegedűsék boltjában olvashatja először ezeket és más fontos könyveket. Magánúton megtanul franciául.

### Színészi pályafutásának kezdetei (1916–1924)
Dajka színész pályafutása saját visszaemlékezései szerint egy drámai fordulattal indult, kilencéves korában, Nagyváradon: beállított a színház pénztárablaka elé, és közölte a kasszírnővel, hogy ő színésznő szeretne lenni. Előzőleg betanulta a Sztambul rózsája egy nyúlfarknyi szerepecskéjét. Erdélyi Miklós igazgató valami csoda folytán meghallgatta, és valóban szerződtette; a darabban liftesfiút játszott. Ez volt az első színpadi szerepe.
Erdélyi színigazgató, annak ellenére, hogy a gyerekszínész ezek szerint kedvére való, valószínűleg elfelejtette volna, illetve hosszabb ideig marad fölfedezetlen a statisztaszerepek közt, ha Hetényi Elemér rendező fel nem karolja. Hetényi „színésznevelő” rendező volt, akinek a színpad sok későbbi csillaga köszönhette a korai oktatást – például Tompa „Pufi”, Kiss Manyi –, az ő színitanodájában kapta meg a mesterségbeli alapokat a gyermekszínész általa is felismert tehetsége. Dayka visszaemlékezéseiben egy jellemző momentum kapcsolódik a tanodabeli időkhöz: nagy volt a terhelés, balettet kellett tanulnia, a színészi órák fűtetlen szobákban zajlottak, és ő nem volt hajlandó levetni a nagykabátot. A színházi bírsággal való fenyegetés ellenére sem.
Miközben a Hetényi-iskolában tanulja a szakmát, kisebb szerepeket játszik az előadásokon. 15 éves korában, 1922-ben szerződtetik először állandóra, akkortól a nagyváradi színház tagja.
|  | „Azután kezdtem kilógni a szerepeimből. Néha fizikailag is. Például amikor Putty Lia, a nagy díva egyszer Nagyváradon vendégszerepelt. Anna Kareninát játszotta, én a kisfiát. Bokámat verdeső aranyhajam volt, a premierre természetesen el kellett tüntetni. Amikor színre lép Anna, és meglát, szerepe szerint repesve fölkiált: Fiacskám! – és máris fölkap. De akkor alig emelt meg egy kicsit, máris összeroskadt velem együtt, a nézőtér hangos derültségére, ami egyáltalán nem illett a darab hangulatához.” |
|  | – Dayka |

Hetényi Döményi Elemér hívta fel egy másik korabeli színésznevelő szakember, Sümegi Ödön figyelmét „a semmi kis szerepekben is egyéniséget mutató színésznőcskére”. Valószínűleg kettejüknek köszönhető, hogy Janovics Jenő 1924-ben lejött Váradra, kimondottan „Dayka-nézőbe”. A sietős meghallgatások után rövid kolozsvári próbák következnek, és Dayka megkapja első valódi „felnőtt” szerződését még korhatár alatt (Hetényi simította el a dolog jogi részét), s a Kolozsvári Állami Magyar Színház (magyarul a kolozsvári Nemzeti) tagja lesz 17 évesen. Ezzel indul felnőtt színészi, komoly pályafutása.

### Úton a hírnév felé (1924–1933)

#### Kolozsvár (1924–1927)
A kolozsvári színjátszás nagyjai Dayka odakerülésekor Lengyel Irén, Poór Lili, a fiatalabbak közül Karácsonyi Ili és Körmendi Juci (Tőkés Anna és Kiss Manyi – akkoriban még szintén Margit valamivel Dayka után kerültek oda), de a legnagyobb hatást rá a már kilencven felé közeledő Szentgyörgyi István, a néhai Falstaff és III. Richárd gyakorolta, aki akkoriban népszínművek zsánerszerepeit alakította zsorozatban; idős csőszöket, bakterokat, nagyapókat. Ő látta meg Daykában az ideális „kisonokát”, s egy sor darabban, melyeket részben ő maga írt, de rendezni mindig ő rendezett – például a A sárga csikóban, a Piros bugyellárisban, A vén bakancsosban és így tovább – rendre felléptette őt, ezekben dalolt-táncolt, „csiripelt és dévajkodott” (Antal) a gyerekszínészetből kinövő „Margitka” (ez a közkeletű megszólítása azután haláláig általános maradt a művésznőnek, aki ki nem állhatta, ha „leművésznőzték”, és több ízben határozottan tiltakozott is ellene), illetve „Kisdajka” (ez a becenév Szentgyörgyi találmánya volt).
„Pista bácsival” színpadon kívül is baráti kapcsolatban volt, szerette a matuzsálemkorú színészóriás életerejét és humorát, s az ő visszaemlékezései révén maradt eleven egy híres Szentgyörgyi-anekdota: az ifjú művésznő egyszer tiszteletteljesen figyelmeztette az öreget, hogy nyitva maradt a slicce, mire az csak ennyit mondott: „Hja, kislányom, ahol halott van, ott kinyitják az ablakot.”
Háromévnyi kolozsvári működést követően, 1927-ben játszott először Dayka meghívásra a trianoni Magyarország határain belül, a részleteket megint csak elmondásából ismerjük: Horváth Árpád (akkoriban a budapesti Nemzeti Színház fiatal rendezője) hívta meg Hódmezővásárhelyre, a Nyári Színkörbe, amely befogadószínházként működött. Horváth Kolozsvárott látta őt, onnan hívta meg, és mivel színházában nem „marasztalták különösebben” (Dayka szavai), elfogadta a meghívást. Tokaji György a már idézett életpálya-cikkében így fogalmaz erről a Dayka pályáján sorsdöntőnek bizonyuló lépésről: „A váradi trambulin jól rugózott: egyenesen röpítette egy másik trambulinra. Kolozsvár már csak állomás lehetett, átszállóhely egyéb vonalakra.”
Horváth kolozsvári színésznéző útjához kapcsolódik egy különös affér az akkoriban (1922 és 1929 között) újra szülővárosában élő pályakezdő író, kiváló újságíró, Hunyady Sándor és Dayka között. Dayka visszaemlékezései (illetve valószínűleg utólagos értesülései) szerint Horváth Hunyady társaságában nézte meg őt az előadáson, és bár Horváthnak rögtön tetszett, Hunyady fanyalgott. Ma már szinte lehetetlen kideríteni, pontosan mi árnyékolhatta be a sajtóval természetesen kötelező jó viszonyt ápoló ifjú színésznő és az ugyancsak ifjú titán újságíró viszonyát, Dayka emlékei azonban évtizedek távolából is arról árulkodnak, hogy mély emléket hagyott benne a dolog, illetve nagyon jellemző, ahogyan ezt a személyes sérelmét elbeszéli, és ahogyan ezúton is a kritikus általi mellőzöttségére reagál az abszolút pályakezdő színésznő. A történtekről saját emlékein kívül nem áll rendelkezésünkre más forrás; az anekdota Dayka emlékeire jellemzően nincs datálva, későbbi visszaemlékezéseiben, interjúkban is jellemző, hogy a körülbelüli évszámot is nehéz tisztáznia a kérdezőnek.)
|  | „Emlékszem, nagy sikerem volt egy Chopin életéről szóló zenés darabban. Hunyady Sándor, aki akkor ott újságíróskodott Kolozsvárt, írt is a darabról kritikát, de az én nevem meg sem említette. No, fortyogtam magamban, egyszer azért még jól megmondom neki a magamét. De hát túl kopott voltam én még ahhoz, hogy bemehessek a művészklubba, ahol Hunyady általában tartózkodni szokott. Eljött a Liliom premierjére. Kilépek előadás után a kiskapun, hát kibe ütközöm? Hunyady állt ott. – Jó estét, Kisdajka! – emelte meg látható zavarban a kalapját. – Van szerencsém, szerkesztő úr! – és a hangomban máris gyűlni kezdett a harag. – Mi járatban? – Szép volt a premier? – kérdezett ő vissza. – Azt meghiszem! – És ki milyen volt? Rögtön tudtam, hányadán állunk. Beszámoltam neki röviden, melyik színész milyen volt, csak épp egy kicsit felcserélgettem a szerepeket. Hunyady ismét kalapot emelt, megköszönte, és másnap az én »szereposztásommal« jelent meg a kritikája. Amiből persze nyilvánvalóan kitűnt, hogy elbliccelte a premiert. […] Erősen tartottam tőle, hogy elver, annyira megmérgesedett rám a hamis szereposztás miatt. […] Így is nekem esett, nem éppen úriemberhez méltó tónusban: »Hallja-e, mit csinált maga velem?« […] »Pardon, csak semmi szemrehányás! A múltkor, amikor kritikát írt, nem találta meg a nevem a színlapon. Most cserébe kapott tőlem egy komplett színlapot.«” |
|  | – Dayka |

### Házasságai
1. Kovács Károly színész (Budapest, 1929. szeptember 17.[14]–1940)[15]
2. Kolczonay Ervin filmrendező (1941–1945)[16]
3. Bakay Lajos színész (1949–1956)[17]
4. Lajtos Árpád nyugalmazott katonatiszt (1957–1986), Dayka halálának másnapján öngyilkos lett.

## Művészi pályafutása

### Kronológia, mérföldkövek

#### 1922–1933: A kezdetek
- 1922-től még gyermekszínészként a nagyváradi színház szerződéses tagja.
- 1924-től a Kolozsvári Nemzeti Színház tagja, első „felnőtt” szerződése, még a törvényes korhatár alatt.
- 1927 nyarán játszik először az akkori Magyarországon, a hódmezővásárhelyi Nyári Színkörben.
- 1927/28-as évad – Miskolci Nemzeti Színház.
- 1928/29-es évad – Szegedi Városi Színház.
- 1929/30-as évad – Budapest, Vígszínház.
- 1930–1932 – a Belvárosi Színházban lép fel.
- 1932–33 – ismét a Vígszínházban játszik.

#### 1933–1948: Sztárkorszak
- 1933–1948 – „sztárkorszak” – csak szerepekre szerződik le egyes színházakhoz.
  - 1938 – amerikai turné.
  - 1943 – a frontszínházzal a katonákhoz utazik.
  - 1948 – Gergely Sándor Vitézek és hősök – női főszerep átütő sikere.

#### 1948–1968: Államosított színházak színészeként
- 1948–1957 – a Madách Színház tagja, számos nagy színpadi siker korszaka.
- 1957–től – a megalakuló Petőfi, illetve Jókai Színházban játszik.
- 1960–1963 – az önállóvá váló Jókai Színház tagja.
- 1963–1968 – nyugdíjba vonulásáig a jogutód Thália Színház tagja.
- 1967 – a legjobb női alakítás díja a Változó felhőzet és a Hogy szaladnak a fák című filmekben nyújtott epizódalakításaiért.

#### 1968–1986: Nyugdíjban
- 1970 – Szegeden vendégszerepel több előadásban.
- 1971 – a Szindbád – Majmunka szerepe.
- 1972 – Macskajáték – Oscar-díjra jelölt filmje (Makk Károly rendezésében).
- 1972 – a Fekete macska című tévéjáték főszerepében.
- 1978 – a Legato című film Zarkóczy Amálka szerepében.
- 1980-84 – Bors néni szerepe, az utolsó nagy színházi szériája. Filmen, 1982.

## Fontosabb színházi szereplései
A fontosabb szerepek listájához alapul Színészkönyvtár.hu Dayka-cikkét vettük, az ott közölt adatokat egészítettük ki az Antal-monográfia, illetve a Bogyay-féle kötet alapján.
| Szerző                                          | Cím                            | Szerep                         | Színház                                         | Bemutató |
| ----------------------------------------------- | ------------------------------ | ------------------------------ | ----------------------------------------------- | -------- |
| Ábrahám Pál                                     | Az utolsó Verebély lány        | Forró Sárika                   | Szegedi Városi Színház                          | 1929     |
| Babel, Iszaak                                   | Alkony                         | Potapovna                      | Thália Színház                                  | 1965     |
| Bahr, Hermann                                   | Koncert                        | Fini                           | Nemzeti Kamara                                  | 1941     |
| Barabás Pál                                     | Pénz! Pénz! Pénz!              | Zizi                           | Nemzeti Színház                                 | 1936     |
| Bibó Lajos                                      | Eszter                         | Eszter                         | Nemzeti Színház                                 | 1937     |
| Bródy Sándor                                    | Tanítónő                       | idősebb Nagy Istvánné          | Thália Színház                                  | 1966     |
| Burke, Edwin J.                                 | Az úgynevezett szerelem        | Dolly, a feleség               | Vígszínház                                      | 1930     |
| Bús-Fekete László                               | A pénz nem minden              | Zsuzsi                         | Belvárosi Színház                               | 1931     |
| Bús-Fekete László                               | A pénz nem minden              | Zsuzsi                         | Vígszínház                                      | 1933     |
| Bús-Fekete László                               | Szerelemből elégtelen          |                                | Vígszínház                                      | 1935     |
| Csehov, Anton Pavlovics                         | Három nővér                    | Irina                          | Vígszínház                                      | 1947     |
| Csehov, Anton Pavlovics                         | Három nővér                    | Mása                           | Madách Színház                                  | 1954     |
| Emőd Tamás, Török Rezső                         | Borcsa Amerikában              | Borcsa                         | Miskolci Nemzeti Színház                        | 1928     |
| Emőd Tamás, Török Rezső                         | Borcsa Amerikában              | Borcsa                         | Szegedi Városi Színház                          | 1929     |
| Emőd Tamás, Török Rezső                         | Borcsa Amerikában              | Borcsa                         | amerikai turnén                                 | 1938     |
| Emőd Tamás, Török Rezső                         | A harapós férj                 | Cilike (főszerep)              | Fővárosi Operettszínház                         | 1931     |
| Emőd Tamás, Török Rezső                         | Két lány az utcán              | Vica                           | Szegedi Városi Színház                          | 1929     |
| Emőd Tamás, Török Rezső                         | Két lány az utcán              | Vica                           | Vígszínház                                      | 1930     |
| Erdélyi Mihály                                  | Csavargólány                   | Stefi                          | Erzsébetvárosi Színház                          | 1936     |
| Erdélyi Mihály                                  | Becskereki menyecske           | címszerep                      | Erzsébetvárosi Színház                          | 1938     |
| Faragó Sándor, László Aladár                    | Egy lány, aki mer              | Éva, a gépírólány              | Belvárosi Színház                               | 1930     |
| Farkas Imre                                     | A nótás kapitány               | Boriska, a kantinoslány        | Miskolci Nemzeti Színház                        | 1928     |
| Fejes Endre                                     | Rozsdatemető                   | Seresné                        | Thália Színház                                  | 1963     |
| Fejes Endre                                     | Mocorgó                        | Mutter                         | Thália Színház                                  | 1966     |
| Fényes Szabolcs, Bacsó Péter                    | Szerdán tavasz lesz            | Katinka                        | Fővárosi Operettszínház                         | 1983     |
| Fischer, Otto L.                                | Kimenő                         | Marie                          | Petőfi Színház                                  | 1959     |
| Földes Imre                                     | Örök szerelem                  | Miria (Jászai Mari)            | Jókai Színház                                   | 1959     |
| Gergely Sándor                                  | Vitézek és hősök               | özv. Eszterágné                | Belvárosi Színház                               | 1948     |
| Giraudoux, Jean                                 | Párizs bolondja                | Aurelie kisasszony             | Szegedi Nemzeti Színház                         | 1970     |
| Gogol, Nyikolaj Vasziljevics; Szakonyi Károly   | Holt lelkek                    | Korobocska                     | Madách Színház                                  | 1976     |
| Gorkij, Makszim                                 | Éjjeli menedékhely             | Násztya                        | Vígszínház                                      | 1945     |
| Gorkij, Makszim                                 | Éjjeli menedékhely             | Vaszilissza                    | Madách Színház                                  | 1956     |
| Gorkij, Makszim                                 | Kispolgárok                    | Tatyána                        | Madách Színház                                  | 1949     |
| Haputmann, Gerhart                              | Henschel fuvaros               | Hanne Schal                    | Új Magyar Színház                               | 1943     |
| Hunyady Sándor                                  | Júliusi éjszaka                | Lici                           | Vígszínház                                      | 1929     |
| Indig Ottó                                      | A torockói menyasszony         | Patkós Nagy Rózsi              | Belvárosi Színház                               | 1931     |
| Jókai Mór                                       | A kőszívű ember fiai           | Baradlayné                     | Ifjúsági Színház                                | 1953     |
| Kacsóh Pongrác                                  | János vitéz                    | Iluska                         |                                                 |          |
| Kálmán Imre                                     | Tatárjárás                     | Mogyoróssy huszár önkéntes     | Miskolci Nemzeti Színház                        | 1928     |
| Kálmán Imre                                     | Csárdáskirálynő                | Stázi                          | Szegedi Városi Színház                          | 1929     |
| Kodály Zoltán                                   | Háry János                     | Iluska                         |                                                 |          |
| Kodály Zoltán                                   | Háry János                     | császárné                      | Szegedi Szabadtéri Játékok                      | 1966     |
| Konti József                                    | A suhanc                       | Józsi                          |                                                 |          |
| Kós Károly                                      | Budai Nagy Antal               | Bese Anna                      | Vígszínház                                      | 1937     |
| Lengyel József, Rákosi Viktor                   | Emmy                           | Emmy (címszerep)               | Vígszínház                                      | 1932     |
| Molnár Ferenc                                   | Liliom                         | Julika                         | Művész Színház                                  | 1937     |
| Móricz Zsigmond                                 | Kismadár                       | Kismadár/Kis Erzsi (címszerep) | Madách Színház                                  | 1940     |
| Móricz Zsigmond                                 | Nem élhetek muzsikaszó nélkül  | Zsani néni                     | Szegedi Nemzeti Színház                         | 1970     |
| Nemes Nagy Ágnes, Novák János                   | Bors néni                      | Bors néni                      | Egyetemi Színpad                                | 1982     |
| Offenbach, Jacques                              | Szép Heléna                    | Orestes                        | Szegedi Városi Színház                          | 1929     |
| O’Neill, Eugene                                 | Ifjúság                        | Belle                          | Vígszínház                                      | 1934     |
| Osztrovszkij, Alekszandr Nyikolajevics          | Farkasok és bárányok           | Murzaveckaja                   | Madách Színház                                  | 1951     |
| Osztrovszkij, Alekszandr Nyikolajevics          | Vihar                          | Kabanova                       | Thália Színház                                  | 1967     |
| Örkény István                                   | Tóték                          | Tótné, Mariska                 | Thália Színház                                  | 1967     |
| Pagogyin, Nyikolaj                              | Arisztokraták                  | Mama                           | Petőfi Színház                                  | 1961     |
| Petrov, Jevgenyij                               | A béke szigete                 | Catherine Morrison             | Madách Színház                                  | 1948     |
| Pirandello, Luigi                               | Az ember, az állat és az erény | Perelláne                      | Művész Színház                                  | 1946     |
| Rákosi Viktor, Lengyel József                   | Emmy                           | címszerep                      | Vígszínház                                      | 1932     |
| Remenyik Zsigmond                               | Pokoli disznótor               | Öregasszony                    | Várszínház                                      | 1978     |
| Sardou, Victorien                               | Szókimondó asszonyság          | Hübscher Kata                  | Nemzeti Színház                                 | 1944     |
| Sarkadi Imre                                    | Út a tanyákról                 | Júlia                          | Madách Színház                                  | 1952     |
| Saroyan, William                                | Így múlik el az életünk        | Júlia                          | Vígszínház                                      | 1947     |
| Scserbacsov, Vlagyimir Vlagyimirovics           | A dohányon vett kapitány       | Niniche                        | Nemzeti Színház Kamaraszínháza (Magyar Színház) | 1949     |
| Shakespeare, William                            | Rómeó és Júlia                 | Dajka                          | Madách Színház                                  | 1953     |
| Szántó Armand, Szécsény Mihály, De Fries Károly | Budapest – Wien                | Erna                           | Kamara Színház                                  | 1936     |
| Szántó Armand, Szécsény Mihály                  | Százhúszas tempó               | Marianne (főszerep)            | Kamara Színház                                  | 1934     |
| Szigligeti Ede                                  | Liliomfi                       | Camilla                        | Madách Színház                                  | 1950     |
| Szirmai Albert                                  | Mágnás Miska                   | Marcsa                         | Szegedi Városi Színház                          | 1929     |
| Szép Ernő                                       | Aranyóra                       | Bogdán Juci                    | Belvárosi Színház                               | 1930     |
| Szép Ernő                                       | Szívdobogás                    | Sebes Éva, mozgásművésztanár   | Vígszínház                                      | 1936     |
| Szurov, Anatolij Alekszejevics                  | Hajnal Moszkva felett          | Szonceva                       | Madách Színház                                  | 1952     |
| Tersánszky Józsi Jenő                           | Kakuk Marci szerencséje        | Csuri mama                     | Jókai Színház                                   | 1963     |
| Tolsztoj, Lev Nyikolajevics; Kováts             | Feltámadás                     | Katyusa                        | Nemzeti Színház                                 | 1939     |
| Tóth Ede                                        | A falu rossza                  | Biczó Stefi                    | Thália Színház                                  | 1965     |
| Vaszary Gábor                                   | Udvarolni felesleges           | Feleség                        | Új Magyar Színház                               | 1943     |
| Vészi Endre                                     | Don Quijote utolsó kalandja    | Dulcinea                       | Jókai Színház                                   | 1962     |
| Vészi Endre                                     | Árnyékod át nem lépheted       | Hilda, a házvezetőnő           | Jókai Színház                                   | 1960     |
| Wilder, Thornton                                | A házasságszerző               | Miss Flora                     | Madách Színház                                  | 1975     |
| Zapolska, Gabriela                              | Dulska asszony erkölcse        | címszerep                      | Madách Színház                                  | 1955     |
| Zerkovitz Béla                                  | A legkisebbik Horváth lány     | Sárika                         | Szegedi Városi Színház                          | 1927     |
| Zuckmayer, Carl                                 | Kristóf Katica                 | Katica (címszerep)             | Nemzeti Színház                                 | 1936     |

### A kezdetek (1922–1933)
Csak a fontosabb, jegyzett és a kritikákban említett szerepeket tárgyaljuk önálló alfejezetekben.

#### 1927: Sárika (A legkisebbik Horváth lány)
- játszóhely: Hódmezővásárhely, Szegedi Városi Színház nyári játszóhelye
- partnerek:

Hódmezővásárhelyt akkoriban a Szegedi Városi Színház (ma: Szegedi Nemzeti Színház) nyári játszóhelye volt, ott léptette fel Horváth Árpád Daykát 1927 nyarán Zerkovitz Béla operettjében, mely érdekes módon A legkisebbik Horváth lány címet viselte. Dayka Sárikát alakította, a címszereplő „legkisebb Horváth lány”-t. A darab sémája: a legkisebbik lány, aki elsőre a legjelentéktelenebb szereplőnek tűnik, idővel főszereplővé lesz. „Daraboknak és szerepeknek ez a helyzete, ha úgy tetszik, sémája, egész korszakokra lesz jellemző” – írja Antal Gábor a darab kapcsán.

#### 1928: Borcsa (Borcsa Amerikában)
- játszóhely: Miskolc, Miskolci Nemzeti Színház
- partnerek:

### Nyugdíjban (1968–1986)
1967-ben kényszerből nyugdíjba ment. Ezután már csak filmekben szerepelt, egészen addig, amíg súlyosan meg nem betegedett. Az 1986-os év már a tüdőrák elleni küzdelmével telt. „A fene akar már színésznő lenni, csak szeretnék egyedül megmosakodni” – mondta halálos ágyán, ahová férjén és Ruttkai Éván kívül senkit nem engedett. Nem tudta, hogy férje már akkor eldöntötte: nem engedi el őt egyedül. Felesége halála után Lajtos Árpád hazament, és még azon a délutánon követte feleségét: főbe lőtte magát.[forrás?] Utolsó kívánsága mégis az volt, hogy külön temessék el őket, hogy börtönviselt emberként még halálában se vessen rossz fényt az imádott és ünnepelt színésznőre.

## Filmes szereplései

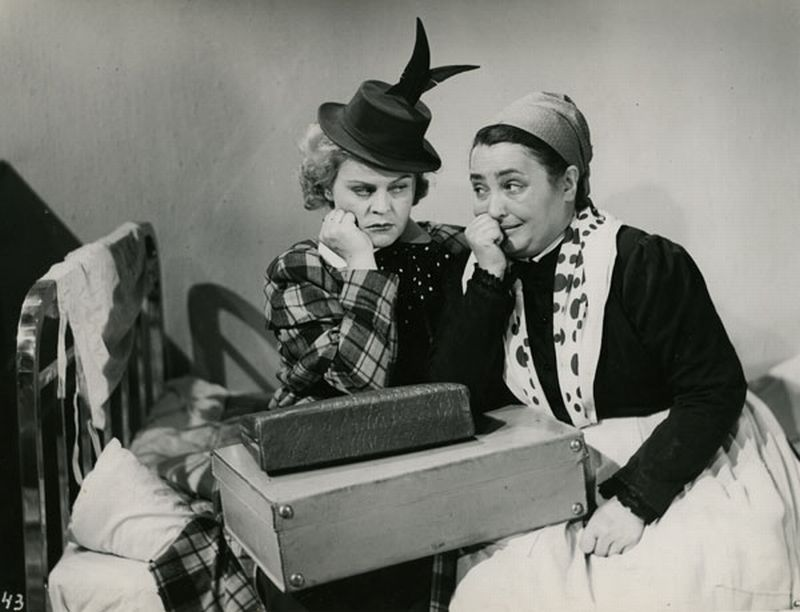
Dajka Margit és Dajbukát Ilona a Vadrózsa című 1939-es filmben (1938-as kép)

### Mozifilmek
- Piri mindent tud (1932) – Piri, Bognár felesége
- Rákóczi induló (1933) – Vilma, Jób lánya
- A torockói menyasszony (1937) – Patkós Nagy Rózsi
- Mai lányok (1937) – Kati, a cselédlány
- A falu rossza (1937) – Finom Rózsi
- A harapós férj (1937) – Lina, Péter elvált felesége
- Az ember néha téved (1937) – Zizus, az utcalány
- Az elcserélt ember (1938) – Anna, Benedek Péter felesége
- Borcsa Amerikában (1938) – Borcsa
- János vitéz (1938) – Iluska
- Vadrózsa (1939) – Éva
- Pénz beszél (1940) – Julcsa
- Sárga rózsa (1940)
- Háry János (1941) – Örzse
- Szakitani nehéz dolog (1942), rendezte: Mártonffy Emil
- Szerelmi láz (1942) – Éva, rendezte: Lázár István
- A zenélő malom (1943) – Bogár Cica, pesti dizőz, rendezte: Lázár István
- Liliomfi (1954) – Kamilla
- Szakadék (1956) – Bakos néni
- A tettes ismeretlen (1957) – nagymama
- Vasvirág (1958) – Racsákné
- Akiket a pacsirta elkísér (1959)
- Égrenyíló ablak (1959) – Fazekasné
- Zápor (1960) – Juli néni
- Amíg holnap lesz (1961)
- Az orvos halála (1965)
- Szentjános fejevétele (1965)
- A férfi egészen más (1966)
- Hogy szaladnak a fák… (1966) – Vass Mari
- Változó felhőzet (1966) – házmesterné
- Az orvos halála (1966) – Csohányné
- Szent János fejevétele (1966) – Rhédeyné
- A völgy (1967) – Anna néni
- Elsietett házasság (1968) – háziasszony
- Tiltott terület (1968) – Székiné
- Diák szerelem (1968) rövidfilm
- Az oroszlán ugrani készül (1969) – Aranka
- Pokolrév (1969) – Mérges Franciska
- Ismeri a szandi mandit? (1969) – Piroska anyja
- N.N., a halál angyala (1970) – Nusi anyja
- Szindbád (1971) – Majmunka
- Volt egyszer egy család (1972) – Anna nagynéni
- Macskajáték (1974) – Orbán Béláné, Erzsi
- 141 perc a befejezetlen mondatból (1975) – Hupka néni
- Ballagó idő (1975) – dédmama
- Az öreg (1975)
- Herkulesfürdői emlék (1977) – öreg primadonna
- Legato (1977) – Zarkóczy Amálka
- A kedves szomszéd (1978) – Iduka
- Csontváry (1979) – Mama
- Égigérő fű (1979) – Berta, Oszkár anyja
- Vőlegény (1982) – Gyengusné
- A nagymama (1985) – Szerémi grófnő

### Televíziós filmjei
- Ivan Iljics halála (1965) MTV – Iván Iljics anyja
- Kristóf, a magánzó (1965) MTV – Szakácsné
- Jövedelmező állás (1965) MTV
- Tűvétevők (1966) MTV
- Tüskevár 1–8. (1967) MTV – Tutajos nagyanyja
- A nagybácsi álma (1967) MTV
- Élő Antigoné (1968) MTV
- Földindulás (1970) MTV
- Fekete macska (1972) MTV – Zsófi néni
- És mégis mozog a föld (1973) 1–3. MTV
- Családi dráma (1974) – Csobáncz mama
- Tizenegy több, mint három (1976) MTV – Törökné
- A bohóc felesége (1975) MTV – Nudicsné
- Szürkezakós és a mama (1976) MTV
- Haszontalanok (1976) MTV
- A kisfiú meg az oroszlánok (1979) – Bruckner Szilvia
- Képviselő úr (1979) – „nagyanyós”
- Társkeresés No. 1463 (1980) MTV – Ring Anikó, Hankóczy Mártonné, a pótnagyi
- Bors néni (1981) MTV – Bors néni
- A nagymama (1985) MTV – Szerémi grófné – Csiky Gergely A nagymama, címszerep, 1985

### Portréfilmek
- Mestersége színész (1981) – portréfilm Dajka Margitról
- Egy igazi bohóc (1991) – portréfilm Dajka Margitról

## Hangjátékok
- Szergej Antonov: A béke küldötte (1952)
- Shakespeare, William: Rómeó és Júlia (1961)
- Hauptmann: A bunda (1962)
- Tóték (1974)

## Díjai, elismerései
- Érdemes művész (1951)
- Kossuth-díj (1952)
- Kiváló művész (1953)

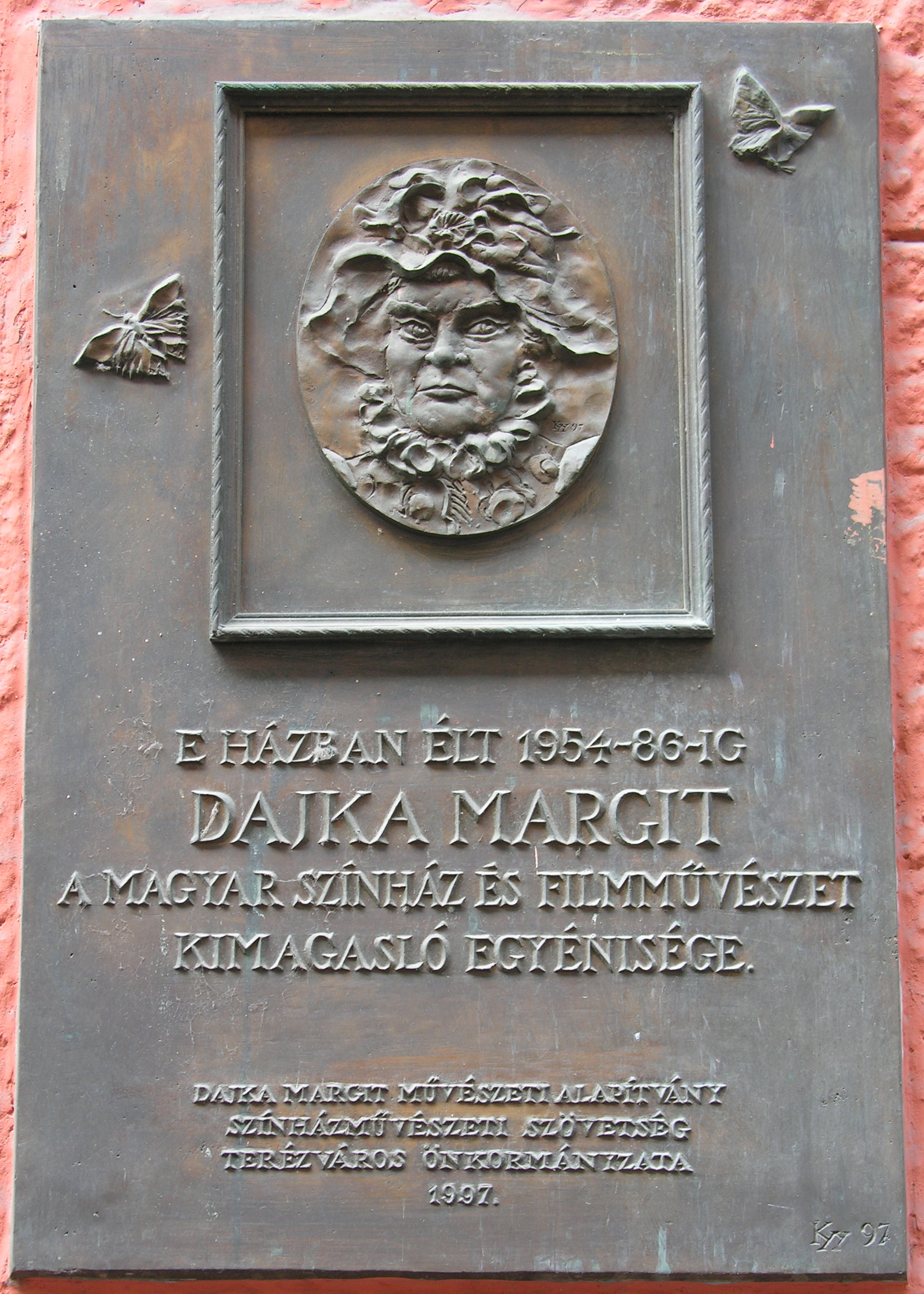
Dajka Margit emléktáblája utolsó lakhelyén, a Lovag utca 10. szám alatt

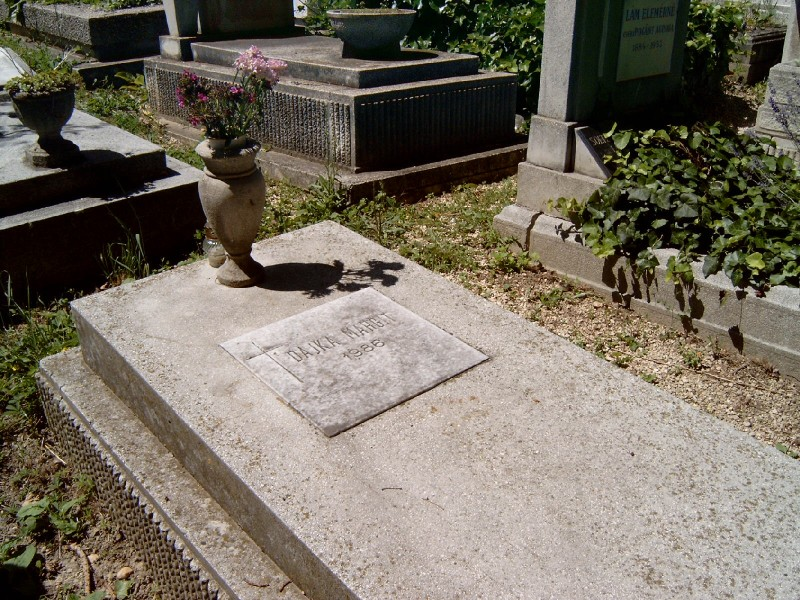
Sírja Budapesten
(Farkasréti temető, 22-2-31)

- Magyar Filmkritikusok Díja – legjobb női alakítás díja (1968, 1972)
- SZOT-díj (1981)
- Munka Érdemrend arany fokozata (1983)[45]

## Emlékezete
- 2012-ben az RMDSZ javaslatára utcát neveztek el róla Nagyváradon.
- 2024-ben Budapest VI. kerületében, ahol egykor a Lovag utcában élt, szobrot állítottak az emlékére, amelyet halálának 38. évfordulóján lepleztek le.[46]

## Érdekességek

### Dayka vagy Dajka?
Nevének „helyes” írásáról szűnni nem akaró vita folyik, nem utolsósorban azért, mert a forrásokban, említésekben az előfordulások nagyjából egyenlő arányban oszlanak meg az y-os és a j-s forma között.
Annyi bizonyosnak látszik, hogy az eredeti, anyakönyvezett névforma a Dajka, de hiteles aláírásai között előfordul az ötvenes években is az ipszilonos változat (amikor ipszilonosnak lenni nem volt „szerencsés”), sőt már korábbról is. Egy makacs legenda szerint Móricz Zsigmond javaslatára lett újra Dajka a sztárkorszak Daykájából az 1940-es években – ennek ellentmondani látszanak az említett ipszilonos szignók későbbről.
Amikor az akkori Színészkamara felülvizsgálta a nemességre utaló névformák használatának jogosultságát, Dayka/Dajka megvédte az ipszilont, pályája kései szakaszában viszont inkább kedvelte a Dajka változatot, így íratta a nevét színlapokra, stáblistákra. Molnár Gál Péter így ír a „névproblémáról”:
|  | „Dayka Margit számomra sosem lesz Dajka, még ha ő így kívánta is élete vége felé. Évtizedeken át Daykaként tündökölt. Nehéz átállítani szemünket a Dajkára. 1943. augusztus 1-jei hatállyal a Színészkamara cenzúrázta tagjainak nevét, ha bizonyítvánnyal nem igazolták az y, th, ch nemességre utaló betűket. Dayka ekkor megvédte a családneve közepi ipszilont, lenyilatkozta, hogy családja újhelyi Dayka Gábor leszármazottja (Film Színház Irodalom, 1943/33.) A homoródalmási székely család a Dajka, a Bethlen Gábortól nyert keserűi család a Dayka nevet használta.” |
|  | – MGP |

„Lehet, hogy Margitka különös, és ma már egzakt módon kevéssé magyarázható titka marad ez az y- és j-eset. De már szinte hallom a hangját: »Gyerekek, érdekes ez? Fontosabb dolgok is vannak itt azért, hogy leragadjunk ennél a témánál.«” – írja a Színészkönyvtár.hu Dajka-cikkében Takács István.

## Válogatott irodalom

### Monográfiák (időrendben)
- Antal Gábor: Dayka Margit (Bp.1986)
- Bogyay Katalin: Dajka – Officina Nova Kiadó, Bp., 1989
- Szigethy Gábor: Margitka – Helikon Kiadó, Bp., 1998
- Lajtos Árpád: Birodalmak árnyékában – Holnap Kiadó, 2000 – Dayka utolsó férjének posztumusz megjelent műve

### Újságcikkek (időrendben)
- Sz. Ö.: Dayka Margit kalandos útja Szegedtől – Budapestig – Délibáb, 1929. 38. sz.
- Anonim: Dayka Margit – Színházi Élet, 1930. december 21.
- Izsáky Margit: Az utolsó csepp véremmel – Délibáb, 1933. 50. szám
- Beszélgetés a "Szerelmi láz"-ban égő Dayka Margittal – Film Színház Irodalom, 1942. 13. sz.
- h.a.: Komika leszek. dizőz.- Délibáb, 1943. 24. szám
- Anonim: Dayka Margit elmondja – Film Híradó, 1944. 28. szám.
- Nagy Judit: Mi inspirálja a művészt…? – Film Színház Muzsika, 1963. 20. sz.
- Hont Ferenc-Staud Géza: Színházi kislexikon – Gondolat, Bp., 1969.
- Pongrácz Zsuzsa: Portré Daykáról – Filmvilág, 1972. 7. sz.
- Sas György: Dajka Margit albumából – sorozat, Film Színház Muzsika, 1980. júl. 26. – okt. 25.
- Pécsi István: Négyszemközt Dajka Margittal – Hevesi Szemle, 1985. 4. sz.
- Antal Gábor: Dajka Margit – Múzsák Közművelődési Kiadó, 1986
- Lukácsy Sándor: Elhunyt Dajka Margit – Magyar Hírlap, 1986. máj. 27.
- Kőröspataki Kiss Sándor: Dajka Margit halálára – Új Tükör, 1986. jún. 1.
- Antal Gábor: Dajka Margit – Ország Világ, 1986. jún. 4.
- Csurka István: Dajka Margit néz bennünket – Film Színház Muzsika, 1986. jún. 7.
- Rapai Ágnes: Álom – Film Színház Muzsika, 1986. jún. 14.
- Gaál István: A Dajkánk – Filmvilág, 1986. 8. sz.
- Stuber Andrea: Dajka-hagyaték – Színház, 1986. 11. sz.
- Pályi András: "Csak egy ember". Dajka Margitról – Színház, 1986. 11 sz.
- Sívó Emil: Kedvenc – szerepkör nélkül – Vasárnapi Hírek, 1987. okt. 11.
- Szigethy Gábor: Dajka Margit utolsó mosolya – Színház, 1987. 11. sz.
- Molnár Gál Péter: Dayka, a tragikomika[halott link] – Népszabadság, 2007. október 13.